# Kumade
Kumade (Garra de oso) es un golpe simple de karate.
La mano y los dedos se colocan en forma similar al hiraken, esto es, con los dedos flexionados con la primera falange. Las superficie golpeadora es la palma de la mano incluidos el talón y los nudillos de los dedos. Si abrimos los dedos para golpear la técnica se ha de llamar hirate.
Es una técnica adecuada para esquivar o golpear en cualquier lugar que no existan salientes óseos (como en el codo). Las mejores zonas serán aquellas compuestas de músculos y huesos como los bíceps, las costillas, el pecho y la nariz.